# Goulash

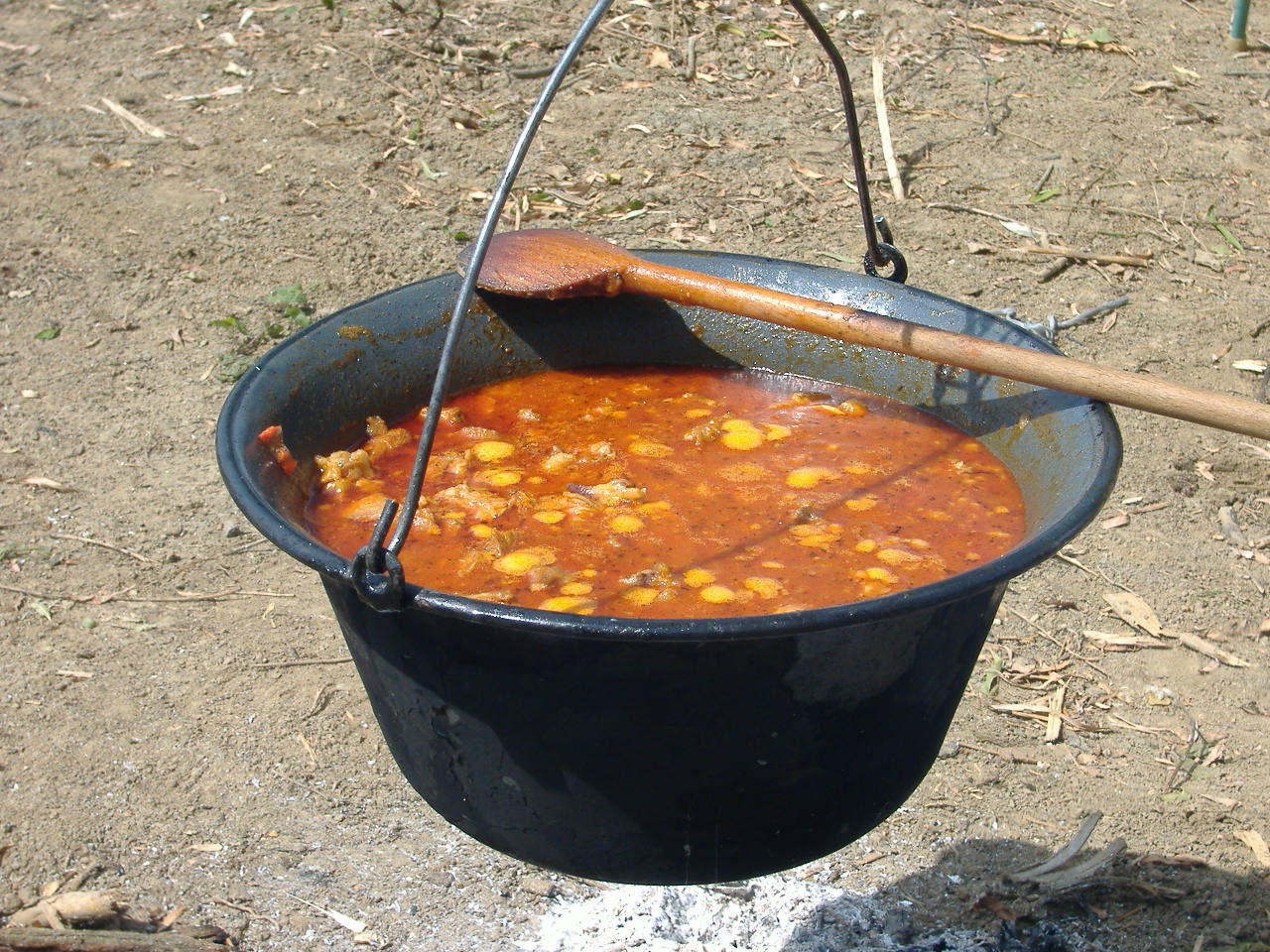
Panela de gulache

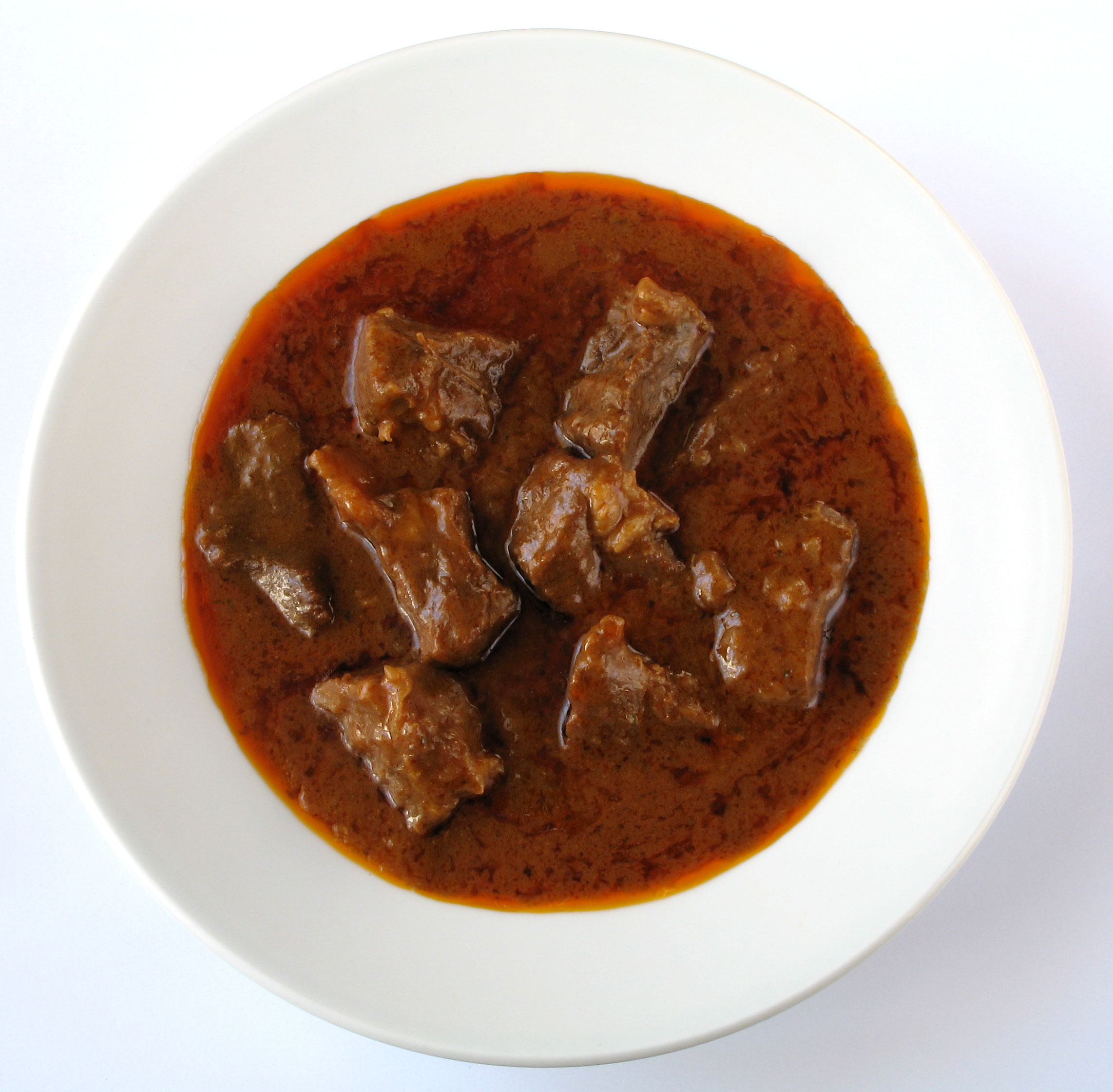
Goulash

O goulash, gulache, Gulasch (em alemão) ou gulyás ([ Pron. IPA: /'guja:ʃ/] em húngaro) é um prato de carne de vaca picada, a que por vezes se adiciona carne de porco, cortada em cubos e rapidamente alourada em gordura quente, juntando-se-lhe então farinha, cebola e especiarias, sendo depois o conjunto cozido em água.
O autêntico goulash (significando em húngaro, comida de vaqueiros) era preparado pelos pastores húngaros com carne de vaca cozida, cebolas, banha de porco, pimentão (variante paprica), cominhos, sal e água, sem adição de farinha. É comum o uso de pimenta.
Com origem na Hungria, o goulash é hoje popular também na Áustria e, em geral, em toda a extensão do antigo império austro-húngaro.
É interessante notar que, em húngaro, gulyás é o nome que se dá a uma sopa à base de pimentão (páprica), carne e legumes. Já o goulash tal qual chegou ao ocidente é chamado de pörkölt e pode ser preparado com carne bovina ou suína.